# 벨 커브
《벨 커브》(The Bell Curve)는 1994년에 하버드 대학의 심리학자 리처드 헌슈타인과 정치학자 찰스 머레이에 의해 집필된 책이다. 그 중심적인 내용은 사람의 지능은 유전과 환경의 영향을 모두 받지만 거의 유전의 영향을 받는다는 점, 그리고 개인의 지능은 개인의 삶의 여러 가지 양상을 잘 예측해 준다는 것이다. 또한 이 책은 지능이 높은 '인지적 엘리트층'과 그렇지 못한 계층으로 사회가 양분되고 있다는 것을 지적하고 있다.
책에서 가장 논란이 된 부분은 인종간의 지능 지수의 차이 대해 논한 부분이다. 인종간의 지능 차이는 유전적 요인에 기인하며, 인종에 대한 미국의 정책을 바꿀 필요가 있다고 주장한다.
책의 제목은 지능 검사의 결과가 종 모양의 정규 분포를 이룬다는 것에서부터 왔다.
책은 출판되자 마자 베스트셀러가 되며 엄청난 파장을 불러일으켰다. 책에 대한 수많은 비판과 지지가 일어났고, 많은 논문이 집필되었다.

## 같이 보기
- 샘 해리스
- 리처드 린
- 변이 가설